# Macropsis rubrosternalis
Macropsis rubrosternalis är en insektsart som beskrevs av Kuoh. Macropsis rubrosternalis ingår i släktet Macropsis och familjen dvärgstritar. Inga underarter finns listade i Catalogue of Life.